# カリー・ウェブ
カリー・ウェブ（Karrie Anne Webb, 1974年12月21日 - ）は、オーストラリア・クイーンズランド州出身の女子プロゴルファーである。

## 略歴
8歳からゴルフを始める。1994年プロ転向。1995年、全英女子オープン（2001年よりメジャー大会）で初優勝。1999年のデュモーリエ・クラシックで女子ゴルフ・メジャー大会初優勝を果たす。2001年、全米女子プロ選手権初優勝により、史上最年少の26歳6ヶ月で「キャリア・グランドスラム」を達成した。その強さから一時期“女性版タイガー・ウッズ”と呼ばれた。
女子のメジャー大会最終戦は、2000年まではデュモーリエ・クラシックであったが、2001年から全英女子オープンに変更された。そのため「デュモーリエ・クラシックの優勝経験者」が全英女子オープンも制覇した場合にのみ、“スーパー・グランドスラム”が成立する。ウェブは1999年のデュモーリエ・クラシック → 2002年の全英女子オープン優勝により、この偉業を成し遂げた。
それからしばらく低迷期が訪れ、ライバルのアニカ・ソレンスタムや新鋭のポーラ・クリーマー、ミシェル・ウィーなどの陰に隠れた時期もあり、2005年の賞金ランキングが27位まで落ちてしまう。2006年からLPGAツアーでも女子ゴルフ世界ランキングが始まったが、創設当初のウェブの世界ランキングは「12位」と低い位置にあったことが、ここ3年ほどの不調を物語っていた。しかし2006年のクラフト・ナビスコ選手権で、最終日に65（7アンダーパー）を出し、初日からトップに立っていたメキシコのロレーナ・オチョアとのプレーオフを制して、同選手権で6年ぶり2度目の優勝を飾った。メジャー大会でも2002年の全英女子オープン以来、4年ぶりの復活優勝となった。この年は最終的にツアー5勝で賞金ランキング2位と復活を印象づけた。
しかしその後の2年は勝利もなくやや低迷。2009年はJゴルフ・フェニックスLPGAインターナショナルで2年半ぶりに勝利をし、全英女子オープンで2位に入った。

## メジャー大会優勝
- クラフト・ナビスコ選手権：2勝（2000年、2006年）
- 全米女子プロ選手権：1勝（2001年）
- 全米女子オープン：2勝（2000年、2001年）
- デュモーリエ・クラシック：1勝（1999年）
- 全英女子オープン：1勝（2002年）

現時点では通算7勝を挙げている。（女子歴代6位タイ記録）

## その他の主な戦績・受賞歴
- 1995年 欧州女子ツアー新人賞
- 1996年 米女子ツアー新人賞
- 2001年 キャリア・グランドスラム達成
- 2002年 “スーパー・グランドスラム”達成
- 通算3度（1996, 1999, 2000）賞金女王